# Ложин
Ложин (словац. Ložín) — село, громада в окрузі Михайлівці, Кошицький край, Словаччина. Село розташоване на висоті 118 м над рівнем моря. Населення — 820 чол. Вперше згадується в 1227 році. В селі є бібліотека та футбольне поле.

## Населення
| Рік:            | 1994. | 2004.   | 2014.   | 2024.   |
| --------------- | ----- | ------- | ------- | ------- |
| Кількість осіб: | 766   | 817     | 807     | 833     |
| Різниця:        |       | +6,65 % | -1,22 % | +3,22 % |

| Рік:            | 2023. | 2024.   |
| --------------- | ----- | ------- |
| Кількість осіб: | 838   | 833     |
| Різниця:        |       | -0,59 % |

## Пам'ятки
У селі є римо-католицький костел з початку 14 століття та греко-католицька церква Блаженного Священномученика Петра Павла Ґойдича з 21 століття.